# تي وي
تي وي (بالصينية: 特伟,) هو رسام رسوم متحركة صيني، ولد في 22 أغسطس 1915 في شانغهاي في الصين، وتوفي بنفس المكان في 4 فبراير 2010.

## وصلات خارجية
- تي وي على موقع IMDb (الإنجليزية)
- تي وي على موقع قاعدة بيانات الفيلم (الإنجليزية)